# 蒙福孔 (汝拉州)
蒙福孔（法語：Montfaucon，法語發音：[mɔ̃fokɔ̃]）是瑞士汝拉州的一个市镇，位於該國西北部，面積18.24平方公里，海拔高度996米，2011年人口592，七成人口信奉羅馬天主教，人口密度每平方公里32人。